# De Frente com Blogueirinha
De Frente com Blogueirinha é um programa de entrevistas brasileiro, apresentado por Blogueirinha, uma influenciadora digital, personagem de Bruno Matos. É uma paródia do programa De Frente com Gabi, do SBT.A atração ganhou notoriedade no cenário digital brasileiro por proporcionar diálogos envolventes e descontraídos com figuras conhecidas, Sua primeira temporada estreou em 21 de outubro de 2021. É produzido pela Dia Estúdio e transmitido pela DiaTV.

## História
Apresentado por Blogueirinha, personagem do comediante Bruno Matos e uma das personalidades digitais mais reconhecidas do país, o programa se destaca por proporcionar conversas autênticas e reveladoras com famosos e personalidades do mundo da internet. 

### Youtube (2017-2018)
Antes de se tornar um programa em 2021, Blogueirinha já havia lançado episódios do "De Frente Com" como um quadro de entrevistas em seu canal no Youtube entre 2017 e 2018. No total, foram 3 vídeos, o primeiro lançado em 28 de novembro de 2017, entrevistando as cantoras Lia Clark e Aretuza Lovi, o segundo em 3 de dezembro de 2017, entrevistando o youtuber Henrytado. O terceiro e último foi divulgado em 9 de abril de 2018, com a participação de Klébio Damas. Mesmo não sendo similar ao formato atual, Blogueirinha já se baseava no De Frente Com Gabi, onde parodiava a música da abertura do programa.

### Temporada 1 (2021)
Na primeira temporada, iniciada em 21 de outubro de 2021, a língua afiada da apresentadora conduziu entrevistas memoráveis, incluindo a de estreia com a cantora Karol Conká. A conversa franca e envolvente entre a apresentadora e a convidada rapidamente conquistou a atenção do público, tornando-se um dos tópicos mais comentados nas redes sociais na noite de sua exibição. Em menos de 24 horas após a divulgação, o programa já havia acumulado uma impressionante marca de 120 mil visualizações.
Durante este período, foi transmitido apenas no canal oficial da personagem no YouTube, encerrando em 11 de novembro com uma entrevista com Danny Bond.

### Temporada 2 (2023)
A segunda temporada, que estreou em 8 de maio de 2023, apresentou um novo formato e cenário, agora transmitido na DiaTV. Nicole Bahls, jornalista e influenciadora digital, foi a convidada de estreia desta temporada.
Com sua capacidade de extrair informações intrigantes e opiniões sinceras de seus convidados, De Frente com Blogueirinha conquistou uma audiência cativa que se estendeu para além das fronteiras do YouTube, tornando-se um fenômeno nas redes sociais. Com milhões de visualizações e viralizações no TikTok, o programa consolida Blogueirinha como uma das principais figuras do cenário de entretenimento e mídias sociais no Brasil. 
A colunista Luísa Monte dos jornais Folha de S.Paulo e Estado de Minas, cobriu a atração e destacou seu sucesso. "As entrevistas são repletas de comentários quase ácidos, perguntas constrangedoras e momentos de tensão entre Blogueirinha e seus entrevistados. Mesmo assim, o programa se tornou uma vitrine importante para o trabalho de alguns artistas, que aceitam de bom grado o convite.", disse a jornalista em uma de suas matérias.
Os episódios da segunda temporada geraram grande interesse e discussão nas redes sociais, com os vídeos acumulando mais de 7,2 milhões de visualizações no YouTube. Além disso, trechos das entrevistas se tornaram virais no TikTok, atingindo impressionantes 250 milhões de visualizações.

## Resumo
| Temporada | Temporada | Episódios          | Episódios          | Originalmente exibido | Originalmente exibido  |
| Temporada | Temporada | Episódios          | Episódios          | Estreia da temporada  | Final da temporada     |
| --------- | --------- | ------------------ | ------------------ | --------------------- | ---------------------- |
|           | 1         | 4                  | 4                  | 21 de outubro de 2021 | 11 de novembro de 2021 |
|           | 2         | 31                 | 31                 | 8 de maio de 2023     | 27 de novembro de 2023 |
|           | 3         | 26                 | 26                 | 17 de junho de 2024   | 2 de dezembro de 2024  |
|           | 4         | 04 (até o momento) | 04 (até o momento) | 7 de julho de 2025    | TBA                    |

## Entrevistados

### Temporada 1 (2021)
A temporada inicial contou com apenas quatro episódios, cujos entrevistados foram, respectivamente: Karol Conká, Karen Bachini, Danilo Dabague e Danny Bond. Somadas, as visualizações dos episódios chegam a 2,4 milhões.
| Ep. | Convidado(s)   | Data de exibição       |
| --- | -------------- | ---------------------- |
| 01  | Karol Conká    | 21 de outubro de 2021  |
| 02  | Karen Bachini  | 28 de outubro de 2021  |
| 03  | Danilo Dabague | 4 de novembro de 2021  |
| 04  | Danny Bond     | 11 de novembro de 2021 |

### Temporada 2 (2023)
A segunda leva de entrevistas foi muito maior quando comparada à primeira. Dentre os entrevistados da temporada, encontram-se: Nicole Bahls, o duo Diva Depressão, Leuriscleia, Mari Maria, Marina Sena, Urias, Valentina Bandeira, Gkay, Christian Figueiredo, Wanessa Wolf, João Guilherme, Pabllo Vittar, Lia Clark, Rebecca, Patrícia Ramos, Pedro Sampaio, Elay Oliv, Grag Queen, Wanessa Camargo, Linn da Quebrada, Gloria Groove, um episódio especial compilando os melhores momentos da primeira temporada, Juliano Floss, Anitta, Preta Gil, Gabriela Morais, Bruna Marquezine, MC Carol, Especial Drag Race Brasil, Fred Nicácio e Luísa Sonza. A soma das visualizações dos episódios ultrapassa 34 milhões.
Essa temporada contou, pela primeira vez, com um episódio ultrapassando 1 milhão de visualizações, na entrevista com Nicole Bahls. Atualmente, onze episódios contam com mais de 1 milhão de visualizações, incluindo as entrevistas com Anitta e Bruna Marquezine, que ultrapassaram a marca de 4 milhões de visualizações cada, representando quase 25% das visualizações da temporada.
| Ep. | Ep. | Convidado(s)                            | Data de exibição       |
| --- | --- | --------------------------------------- | ---------------------- |
| 05  | 01  | Nicole Bahls                            | 8 de maio de 2023      |
| 06  | 02  | Diva Depressão (Edu e Fih)              | 15 de maio de 2023     |
| 07  | 03  | Leuriscleia                             | 22 de maio de 2023     |
| 08  | 04  | Mari Maria                              | 29 de maio de 2023     |
| 09  | 05  | Marina Sena                             | 5 de junho de 2023     |
| 10  | 06  | Urias                                   | 12 de junho de 2023    |
| 11  | 07  | Valentina Bandeira                      | 19 de junho de 2023    |
| 12  | 08  | Gkay                                    | 26 de junho de 2023    |
| 13  | 09  | Christian Figueiredo                    | 3 de julho de 2023     |
| 14  | 10  | Wanessa Wolf                            | 10 de julho de 2023    |
| 15  | 11  | João Guilherme                          | 17 de julho de 2023    |
| 16  | 12  | Pabllo Vittar                           | 24 de julho de 2023    |
| 17  | 13  | Lia Clark                               | 31 de julho de 2023    |
| 18  | 14  | Rebecca                                 | 7 de agosto de 2023    |
| 19  | 15  | Patrícia Ramos                          | 14 de agosto de 2023   |
| 20  | 16  | Pedro Sampaio                           | 21 de agosto de 2023   |
| 21  | 17  | Elay Oliv                               | 28 de agosto de 2023   |
| 22  | 18  | Grag Queen                              | 30 de agosto de 2023   |
| 23  | 19  | Wanessa Camargo                         | 4 de setembro de 2023  |
| 24  | 20  | Linn da Quebrada                        | 11 de setembro de 2023 |
| 25  | 21  | Gloria Groove                           | 18 de setembro de 2023 |
| 26  | 22  | Melhores Momentos da Primeira Temporada | 25 de setembro de 2023 |
| 27  | 23  | Juliano Floss                           | 2 de outubro de 2023   |
| 28  | 24  | Anitta                                  | 9 de outubro de 2023   |
| 29  | 25  | Preta Gil                               | 16 de outubro de 2023  |
| 30  | 26  | Gabriela Morais (Gabriela Pugliesi)     | 23 de outubro de 2023  |
| 31  | 27  | Bruna Marquezine                        | 30 de outubro de 2023  |
| 32  | 28  | MC Carol                                | 6 de novembro de 2023  |
| 33  | 29  | Especial Final do Drag Race Brasil      | 13 de novembro de 2023 |
| 34  | 30  | Fred Nicácio                            | 20 de novembro de 2023 |
| 35  | 31  | Luísa Sonza                             | 27 de novembro de 2023 |

### Temporada 3 (2024)
A terceira leva de entrevistas contou até o momento com Bianca Andrade, Duda Beat, Márcia Fu, Dani Calabresa, Fernanda Bande, Rafa Chalub, Cariúcha, Manu Gavassi, Dan Mendes, Kéfera Buchmann, Silvetty Montilla, Yasmin Brunet, Angélica, Alvaro Xaro e Erika Hilton.
Blogueirinha também entrevistou novamente Diva Depressão e os finalistas da quinta temporada de Corrida das Blogueiras (Alyssah Hernandez, Barbit, Huylson e Ive Gotts) durante a final do programa em 19 de janeiro de 2024.
| Ep. | Ep. | Convidado(s)                                                                | Data de exibição       |
| --- | --- | --------------------------------------------------------------------------- | ---------------------- |
| 36  | 01  | Bianca Andrade                                                              | 17 de junho de 2024    |
| 37  | 02  | Duda Beat                                                                   | 24 de junho de 2024    |
| 38  | 03  | Márcia Fu                                                                   | 1 de julho de 2024     |
| 39  | 04  | Dani Calabresa                                                              | 8 de julho de 2024     |
| 40  | 05  | Fernanda Bande                                                              | 15 de julho de 2024    |
| 41  | 06  | Rafa Chalub                                                                 | 22 de julho de 2024    |
| 42  | 07  | Cariúcha                                                                    | 29 de julho de 2024    |
| 43  | 08  | Manu Gavassi                                                                | 5 de agosto de 2024    |
| 44  | 09  | Dan Mendes                                                                  | 12 de agosto de 2024   |
| 45  | 10  | Kéfera Buchmann                                                             | 19 de agosto de 2024   |
| 46  | 11  | Silvetty Montilla                                                           | 26 de agosto de 2024   |
| 47  | 12  | Yasmin Brunet                                                               | 2 de setembro de 2024  |
| 48  | 13  | Angélica                                                                    | 4 de setembro de 2024  |
| 49  | 14  | Alvaro Xaro Neto                                                            | 9 de setembro de 2024  |
| 50  | 15  | Erika Hilton                                                                | 16 de setembro de 2024 |
| 51  | 16  | Especial Blogueirinha, a Feia: com Diva Depressão, Lorelay Fox e Igor Cosso | 23 de setembro de 2024 |
| 52  | 17  | Gustavo Mioto                                                               | 30 de setembro de 2024 |
| 53  | 18  | Gretchen                                                                    | 7 de outubro de 2024   |
| 54  | 19  | João Vicente de Castro                                                      | 14 de outubro de 2024  |
| 55  | 20  | Luciana Gimenez                                                             | 21 de outubro de 2024  |
| 56  | 21  | Juliette                                                                    | 28 de outubro de 2024  |
| 57  | 22  | Felca                                                                       | 4 de novembro de 2024  |
| 58  | 23  | Flávia Pavanelli                                                            | 11 de novembro de 2024 |
| 59  | 24  | Hugo Gloss                                                                  | 18 de novembro de 2024 |
| 60  | 25  | Rafael Uccman                                                               | 25 de novembro de 2024 |
| 61  | 26  | Carlinhos Maia                                                              | 2 de dezembro de 2024  |

### Temporada 4 (2025)
A quarta leva de entrevistados estreou no dia 07 de julho de 2025, com quatro entrevistadas até o momento, Sonia Abrão, Pepita, Andressa Urach e Deborah Secco.
Blogueirinha também entrevistou as finalistas da sexta temporada de Corrida das Blogueiras (DaCota Monteiro, Ju Barbosa e Palloma Tamirys) durante a final do programa em 21 de janeiro de 2025.
| Ep. | Ep. | Convidado(s)   | Data de exibição     |
| --- | --- | -------------- | -------------------- |
| 62  | 01  | Sonia Abrão    | 07 de julho de 2025  |
| 63  | 02  | Pepita         | 14 de julho de 2025  |
| 64  | 03  | Andressa Urach | 21 de julho de 2025  |
| 65  | 04  | Deborah Secco  | 28 de julho de 2025  |
| 66  | 05  | Naldo Benny    | 04 de agosto de 2025 |
| 67  | 06  | Majur          | 11 de agosto de 2025 |

Notas

## Repercussão

### "Agressão" de Mari Maria
Na entrevista realizada com a blogueira Mari Maria, exibida em 30 de maio de 2023, Mari se viu diante da tarefa de avaliar a linha de produtos de sua rival, Virginia Fonseca, abordar sua desavença com a blogueira Evelyn Regly e esclarecer se os rumores sobre um desentendimento com Bianca Andrade eram verídicos. Ao término do programa, Mari demonstrou seu desagrado pela maneira como Blogueirinha tratou sua marca com desdém e pelas questões desconfortáveis que lhe foram feitas. Nesse momento, sorrindo ironicamente, a empresária surpreendeu ao jogar água em Blogueirinha. Durante sua participação no programa de Lorelay Fox, a influenciadora falou sobre o incidente. "Isso não se faz com ninguém. Ninguém merece ser agredido. Pode ter falado o que for, mas não merece ser agredido. E essa pessoa está colhendo o que ela está plantando. Está todo mundo me defendendo, Nicole, Pabllo Vittar. (...)”, ela continua: “Essa mulher, sim, é uma agressora. Ela me agrediu, essa canibal. É isso que ela é, uma canibal. E essa pessoa é a Mari Maria. Ninguém merece passar pelo que eu passei, ao vivo. Não interessa, você pode ser a convidada que for. Se eu pego e jogo uma coisa dessa na sua cara, um negócio que tinha vinho tinto quente, era quentão”. (...) “Agora você imagina aquele quentão no seu olho. Sem escrúpulos, é isso que ela é. E, sim, eu não tiro a peruca pra Mari Maria. Eu quero que ela vá presa, porque é cadeia que ela merece”, afirmou ela.

### Pabllo Vittar e a banda
Em 24 de julho de 2023, foi ao ar uma entrevista com a cantora Pabllo Vittar. Em determinado momento, Blogueirinha abordou o assunto da performance de Vittar em seus shows, destacando que a cantora realiza suas apresentações apenas com o instrumental de suas músicas, diferentemente de outros artistas, como a também drag queen Gloria Groove, que optam por uma banda completa. Pabllo, com bom humor, brincou afirmando: "Não fala desse tópico que é sensível. Quem pede banda nos meus shows podia pagar".
Apesar das brincadeiras, na mesma entrevista, ela confirmou que, de fato, terá instrumentistas no palco. "Para o show do The Town, estou ensaiando com uma banda. Vai ser incrível. Mas não esperem que eu tenha uma banda em todas as ocasiões, ok? Em algumas situações, eu vou, sim, contar com uma banda." No início de agosto, Blogueirinha apareceu em um show de Pabllo, que assim que notou a cantora, gritou do palco: "Que que 'tu 'tá fazendo aqui? A banda é só no The Town, mulher!". A blogueira gravou alguns stories aparentemente triste, dizendo: "Eu vim bem abalada para cá, foi bem difícil. Não sabia se viria ou não, mas eu vim, enfim. Foi bem complicado mesmo. Até agora eu sofro consequências das coisas que a Pabllo fez durante o palco. (...)", ela continua: "Ela me deu uma microfonada, eu não tava esperando isso. Então realmente pra mim tá sendo um momento difícil, mas com certeza eu vou superar. Nada que uma balada, né? Uma festa pra esquecer", ela finaliza: "Na hora foi bem difícil, porque eu fui muito hostilizada, sabe? Mas agora tá tudo bem, gente, vai ficar".
No encerramento do seu show na primeira edição do The Town Festival, a cantora soltou a frase "Com ou sem banda, eu sou o show", com um tom irritado. A fala repercutiu nas redes sociais, com muitas pessoas reclamando que a mesma levou a sério demais as brincadeiras de Blogueirinha, que estava na plateia assistindo.

### Bruna Marquezine e o livramento
No dia 30 de outubro de 2023, a convidada do programa foi Bruna Marquezine. Ao fim de todas as entrevistas, Blogueirinha realiza o quadro "Bate-bola Jogo Rápido" onde a apresentadora faz perguntas e o entrevistado responde uma única coisa. Na última pergunta, Marquezine é questionada sobre "Um livramento", e a atriz soltou uma risada em resposta.
Apesar de não ter dito a quem estava se referindo, os internautas rapidamente notaram que sua reação faz referência ao fim de seu relacionamento amoroso com o jogador de futebol Neymar, e o momento se tornou viral pela internet. O episódio no Youtube conta com mais de 4,5 milhões de visualizações, sendo um dos mais assistidos. No TikTok, os vídeos do momento somam mais de 20 milhões de visualizações.

### Kéfera e Bruna Lousie
Após a influenciadora e youtuber Kéfera Buchmann revelar na segunda-feira, 21 de agosto de 2024, em entrevista ao De Frente com Blogueirinha, o motivo do rompimento de sua amizade com a humorista Bruna Louise, o nome da duas não saiu das redes sociais. Durante sua participação no programa, Keféra alegou que ambas se afastaram devido a comediante ter confundido os sentimentos além de amizade por ela. Ao ser questionada pela apresentadora sobre Bruna estar “apaixonada”, a criadora de conteúdo contou que recebeu uma mensagem no Instagram em que a antiga amiga confessava sua paixão. Após a repercussão da história, internautas resgataram vídeos antigos das duas juntas e viralizaram no microblog: “Pensando aqui se no off a Bruna vai meter o rajadão na Kéfera por ter explanado”, disse um. “Ai, gente, que tristeza seria um casalzão lésbico lindo. Aff, tô triste”, escreveu outra. “Pra mim já voltaram a se falar e, do jeito que as duas são, estão é rindo agora da cara da internet”, opinou uma terceira. “Nunca estive errada em shippar…”, declarou mais uma.

Impressionada com a repercussão do caso, Bruna Louise compartilhou um vídeo de oito minutos em que faz piada e comenta as declarações e o exposed que sofreu da ex-amiga, ele foi gravado durante uma apresentação e a plateia entra na brincadeira rindo da maneira com que Bruna articula com ironia o ocorrido com Kefera.